# Боби-Ксенже
Боби-Ксенже (пол. Boby-Księże) — село в Польщі, у гміні Ужендув Красницького повіту Люблінського воєводства.
Населення — 123 особи (2011).

## Демографія
Демографічна структура станом на 31 березня 2011 року:
|          | Загалом | Допрацездатний вік | Працездатний вік | Постпрацездатний вік |
| -------- | ------- | ------------------ | ---------------- | -------------------- |
| Чоловіки | 60      | 7                  | 47               | 6                    |
| Жінки    | 63      | 20                 | 30               | 13                   |
| Разом    | 123     | 27                 | 77               | 19                   |